# Nadira

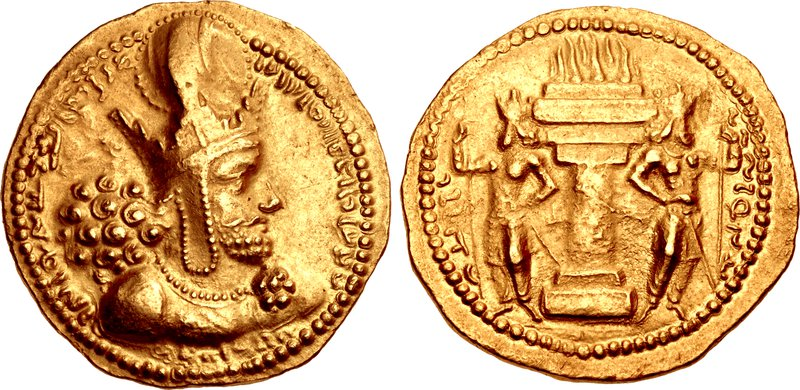
Dinar de Sapor cunhado ca. 244-252/253

Nadira (al-Nadirah), ou Mulaica (Mulaykah) segundo Abu Hanifa de Dinavar, foi uma nobre árabe do século III, uma das esposas do xá Sapor I (r. 240–270).

## Vida
Nadira era filha de Daizane, um nobre árabe de Hatra. Em 252, seu pai atacou o Assoristão enquanto Sapor estava em campanha no Coração. Ao voltar, sitiou Daizane. Nadira, que estava menstruada, foi deixada no subúrbio externo da cidade segundo o costume. Se diz que entreolhou Sapor e se apaixonaram. Lhe enviou uma mensagem na qual perguntou, "o que você me daria se eu lhe indicasse como você poderia trazer a destruição da muralha da cidade e como poderia matar meu pai?", e ele respondeu, "o que escolhesse; e eu a elevaria sobre todas as minhas outras esposas e faria-a minha esposa mais próxima com a exclusão delas." Nadira lhe disse, "Pegue uma pomba de colarinho prateado e escreva sobre sua perna com o sangue menstrual de uma virgem de olhos azuis. Então liberte-a e ela pousará sobre a muralha da cidade, que ruirá." Depois, continuou dizendo: "vou dar aos guardas vinho e quando eles forem colocados no chão [por seus efeitos espantosos], mate-os e entre na cidade". As defesas desmoronaram, Daizane foi morto, os grupos dissidentes de Cudaa foram aniquilados junto com alguns clãs dos hulvanidas. Sapor venceu.
Sapor e Nadira casaram depois em Aim Atamir. Foi dito que ela reclamou muito a noite inteira sobre a dureza de sua cama, mesmo dela ser feita de tecido de seda finamente tecido recheado com seda crua. Uma investigação foi feita para saber a causa da reclamação e se descobriu que o que a irritava era uma folha de mírtilo presa numa das dobras da pele do abdômem. Hixame ibne Alcalbi relatou que como sua pele era muito fina qualquer um podia ver sua medula. Sapor teria lhe dito, "diga me então, o que seu pai deu-lhe para comer?", e ela respondeu, "creme, medula de ossos e mel de abelhas virgens, juntamente com o melhor vinho escolhido!" Sapor retrucou, "Pelo seu pai! Eu te conheço a menos tempo que ele e sou mais querido por você do que ele, que te deu tal comida como você mencionou!" Então Sapor ordenou que um homem montasse um cavalo selvagem; ele amarrou as mechas de cabelo dela na cauda do cavalo e fez o cavalo galopar até rasgá-la em pedaços.